# Uzgen
Uzgen (ruso: Узген) u Özgön (kirguís: Өзгөн) es una ciudad de Kirguistán, capital del raión homónimo en la provincia de Osh.
En 2009 tenía una población de 49 410 habitantes.
Es una de las ciudades más antiguas del país. Escritores chinos la mencionaron ya en el siglo II antes de Cristo, y escritores árabes como Al-Muqaddasi y Ibn Hawqal la mencionan en el siglo X. Fue una de las capitales del Kanato Qarajánida.
Se ubica en el extremo oriental del valle de Fergana.

## Clima
| Parámetros climáticos promedio de Uzgen                                         | Parámetros climáticos promedio de Uzgen | Parámetros climáticos promedio de Uzgen | Parámetros climáticos promedio de Uzgen | Parámetros climáticos promedio de Uzgen | Parámetros climáticos promedio de Uzgen | Parámetros climáticos promedio de Uzgen | Parámetros climáticos promedio de Uzgen | Parámetros climáticos promedio de Uzgen | Parámetros climáticos promedio de Uzgen | Parámetros climáticos promedio de Uzgen | Parámetros climáticos promedio de Uzgen | Parámetros climáticos promedio de Uzgen | Parámetros climáticos promedio de Uzgen |
| Mes                                                                             | Ene.                                    | Feb.                                    | Mar.                                    | Abr.                                    | May.                                    | Jun.                                    | Jul.                                    | Ago.                                    | Sep.                                    | Oct.                                    | Nov.                                    | Dic.                                    | Anual                                   |
| ------------------------------------------------------------------------------- | --------------------------------------- | --------------------------------------- | --------------------------------------- | --------------------------------------- | --------------------------------------- | --------------------------------------- | --------------------------------------- | --------------------------------------- | --------------------------------------- | --------------------------------------- | --------------------------------------- | --------------------------------------- | --------------------------------------- |
| Temp. media (°C)                                                                | -4.3                                    | -1.7                                    | 6.1                                     | 13.9                                    | 18.5                                    | 22.6                                    | 24.4                                    | 22.8                                    | 18                                      | 11.5                                    | 4.4                                     | -1.5                                    | 11.2                                    |
| Precipitación total (mm)                                                        | 40.9                                    | 51.2                                    | 77.8                                    | 86.3                                    | 71.9                                    | 38                                      | 19.6                                    | 10.9                                    | 12.6                                    | 54.9                                    | 54.6                                    | 40.7                                    | 559.4                                   |
| Días de precipitaciones (≥ 0.1 mm)                                              | 7                                       | 7.4                                     | 8.6                                     | 8.1                                     | 8.7                                     | 6.4                                     | 4.4                                     | 3.1                                     | 2.9                                     | 4.9                                     | 5.7                                     | 6.1                                     | 73.3                                    |
| Humedad relativa (%)                                                            | 77.3                                    | 74.9                                    | 66.6                                    | 56.8                                    | 51.8                                    | 44.6                                    | 46.1                                    | 50                                      | 52.8                                    | 60.2                                    | 69                                      | 77.9                                    | 60.7                                    |
| Fuente: «The Climate of Uzgen». Weatherbase. Consultado el 31 de julio de 2014. |                                         |                                         |                                         |                                         |                                         |                                         |                                         |                                         |                                         |                                         |                                         |                                         |                                         |